# تقويض لم يسبق له مثيل (أغنية غيمس)
تقويض لم يسبق له مثيل (بالفرنسية: Sapés comme jamais)‏ وهي إصدار منفرد لمغني الراب الكونغولي غيمس، تم إصدارها في 19 أكتوبر 2015 وهي إصدار منفرد لألبومه الثاني قلبي كان على حق.

## فيديو كليب
تجاوز المقطع علامة 400.000.000 مشاهدة على يوتيوب في أغسطس 2017. تشير الأغنية إلى أزياء سابورية الكونغولية.

## التصنيف والشهادات

### التصنيف الأسبوعي
| التصنيف                                                     | أفضل مرتبة |
| ----------------------------------------------------------- | ---------- |
| تصنيف الألبومات البلجيكية (أولتراتوب والونيا)               | 2          |
| تصنيف الألبومات الفرنسية (الاتحاد الوطني للنشر الفونوغرافي) | 3          |
| تصنيف الألبومات الفرنسية (الاتحاد الوطني للنشر الفونوغرافي) | 1          |
| تصنيف الألبومات الفرنسية (الاتحاد الوطني للنشر الفونوغرافي) | 2          |

### الشهادات
| الدولة | المنظمة                          | أفضل مرتبة        |
| ------ | -------------------------------- | ----------------- |
| فرنسا  | الاتحاد الوطني للنشر الفونوغرافي | الأسطوانة الماسية |